# El Milà

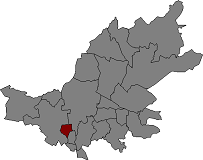
Położenie gminy na mapie comarki Alt Camp.

El Milà (hiszp. Milá) – gmina w Hiszpanii,  w Katalonii, w prowincji Tarragona, w comarce Alt Camp.
Powierzchnia gminy wynosi 4,13 km². Zgodnie z danymi INE, w 2005 roku liczba ludności wynosiła 177, a gęstość zaludnienia 42,86 osoby/km². Wysokość bezwzględna gminy równa jest 166 metrów. Współrzędne geograficzne gminy to 41°14′60″N, 1°12′31″E.

## Liczba ludności z biegiem lat
- 1991 – 168
- 1996 – 156
- 2001 – 162
- 2004 – 178
- 2005 – 177